# George Steer
George Lowther Steer (22. listopadu 1909 East London – 25. prosince 1944) byl britský novinář, spisovatel a válečný zpravodaj narozený v Jižní Africe, který informoval o válkách předcházejících druhé světové válce, zejména o druhé italsko-etiopské válce a španělské občanské válce. Během těchto válek byl zaměstnán v deníku The Times a jeho reportáže očitých svědků významně přispěly k upozornění západních zemí na válečné zločiny páchané Italy v Etiopii a Němci ve Španělsku, ačkoli Společnost národů proti nim učinila jen málo. Po vypuknutí druhé světové války se vrátil do Etiopie a pomohl v tažení porazit Italy a dosadit na trůn Haileho Selassieho.

## Životopis
George Steer se narodil v pečovatelském domě paní Wheeler na Alexandra Road v East London v Kapské kolonii v nynější Jihoafrické republice. Byl jediným dítětem Bernarda Augustina Steera (1880–1952), ředitele novin, a jeho manželky, charitativní aktivistky, Emmy Cecilie Armitage Nutt (1884–1960).
Byl popisován jako drobný, zrzavý a již v raném věku velmi bystrý. Vystudoval přípravnou školu St. Andrew’s v jihoafrickém Grahamstownu. Byl poslán do Anglie do Seafordu, kde získal stipendium na Winchester College, kde studoval v letech 1923–1928. Redigoval časopis The Wykehamist a byl známý svým nezávislým smýšlením a vtipem. Školu dokončil v roce 1929 a získal stipendium na klasická studia na koleji Christ Church v Oxfordu.
Novinářskou kariéru zahájil v Jižní Africe, poté pracoval v Londýně pro deník Yorkshire Post.

### Válečný korespondent
V roce 1935 Steer v deníku The Times informoval o italské invazi do Etiopie, známé také jako druhá italsko-etiopská válka. Informoval o tom, že italské síly ve velké míře používaly jedovatý plyn yperit a také bombardovaly sanitky Červeného kříže, a to navzdory jasnému označení červeným křížem. Podílel se na pomoci při přepravě plynových masek do Etiopie, které měly poskytnout alespoň nějakou ochranu proti jedovatým plynům ilegálně nasazeným Italy. Spřátelil se s etiopským císařem Hailem Selassiem I., který se později stal kmotrem Steerova syna. Se svou první ženou se seznámil a oženil v Etiopii, a to za obtížných podmínek na britské legaci v Addis Abebě, kde docházelo k rabování a střelbě z pušek před branami komplexu.
V prosinci 1936 vydalo nakladatelství Hodder and Stoughton jeho první knihu Caesar in Abyssinia. V úvodu poděkoval deníku The Times za to, že mu ukázal „cestu, ze které se už neodchýlím”. Jeho dalších pět knih se zabývalo hrozbou mezinárodního fašismu.

### Španělská občanská válka

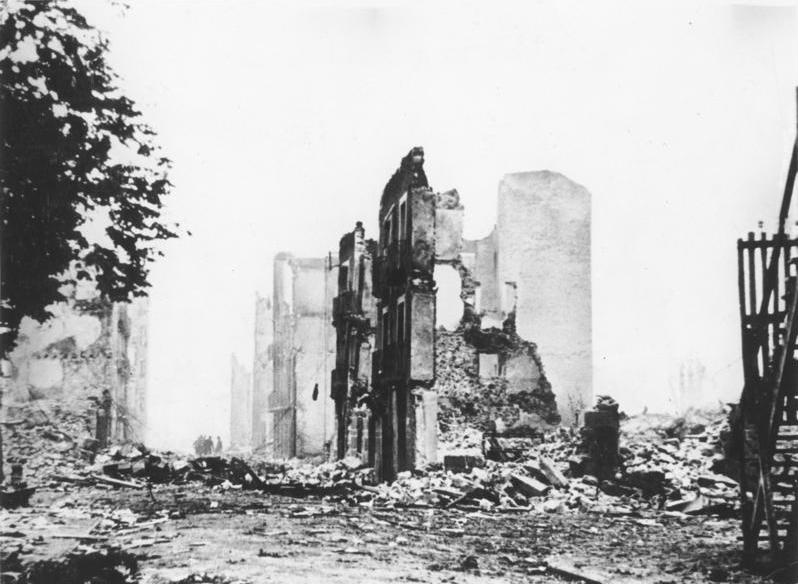
Guernica po bombardování (1937)

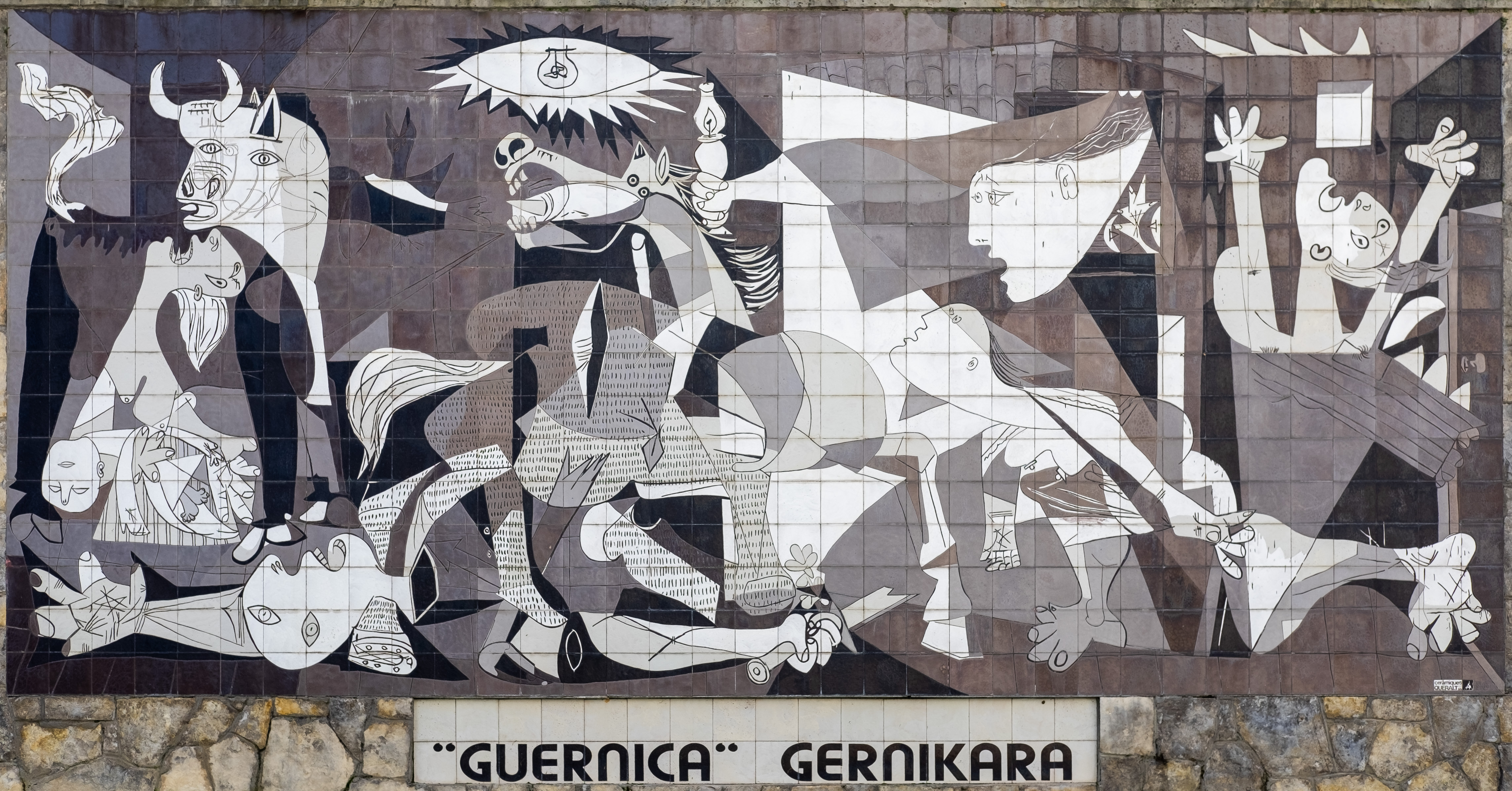
Reprodukce Picassova obrazu Guernica

V roce 1937 byl vyslán jako reportér do španělské občanské války. Ve svých prvních reportážích z Baskicka popisoval, jak britské obchodní lodě překonávají nacionalistickou blokádu Bilbaa, aby přivezly potraviny hladovějícím obyvatelům města a okolního regionu. Několikrát také navštívil frontovou linii, aby podával zprávy přímo o bojích.
Proslulost si získal svou exkluzivní reportáží o bombardování Guerniky 26. dubna 1937. Jeho telegram do Londýna popisoval nábojnice německých bomb (s nápisem Rheindorf 1936 a znakem německé orlice) a použití termitu jako zápalné látky k vytvoření ohnivé bouře v centru města. Vysoce explozivní bomby byly použity k vytvoření poškození dřevěných konstrukcí výbuchem, které pak mohly být snadněji zapáleny zápalnými látkami. Na základě jeho reportáže vytvořil Pablo Picasso svůj proslulý obraz Guernica (1937). Steer také upozornil západní vlády na způsob, jakým se Němci chystali používat teror bombardování jako způsob zastrašování civilistů. Jeho zprávy byly v přímém rozporu s nacionalisty, kteří tvrdili, že škody způsobily samy republikánské síly, stejně jako v Ita dříve v konfliktu, ačkoli vyšetřování Společnosti národů dospělo k závěru, že ani teorie o způsobování teroru bombardováním, ani verze nacionalistů o úmyslném žhářství nejsou přesné. Steer na tyto zprávy reagoval podrobnostmi o škodách ve městě (například krátery po bombách) a o letadlech Luftwaffe použitých při útoku, například o bombardérech Heinkel He 111. Ačkoli nebyl očitým svědkem samotného bombardování, dorazil brzy po něm, a tak mohl vidět následky a hovořit s některými přeživšími. Byl jedním z posledních novinářů, kteří opustili Bilbao, když nacionalisté postupovali vpřed, a uprchl do Santanderu na západě.

### Zimní válka ve Finsku
Protifašistický tón Steerových reportáží vedl deník The Times, aby se Steera zbavil. Redakční postoj novin k válce byl protirepublikánský, zatímco jejich šéfredaktor Geoffrey Dawson v soukromí sympatizoval s nacionalisty pod vedení generála Franca. Vůči Německu, nacistům a fašismu však noviny zastávaly obecně smířlivou politiku. Steer se vrátil do Jižní Afriky a ve své knize Judgment on German Africa (Rozsudek nad německou Afrikou) zdokumentoval pokusy Německa rozvrátit své bývalé africké kolonie, zejména Kamerun, jihozápadní Afriku (Namibie), Tanganiku a Togoland.
Po vypuknutí druhé světové války vyslal deník Daily Telegraph Steera do Finska, aby informoval o zimní válce, kdy bylo Finsko v listopadu 1939 napadeno Sovětským svazem. Steer viděl následky leteckého bombardování několika finských měst Sověty, pokusy o zastrašení obyvatelstva, stejně jako v Guernice. Na rozdíl od Etiopie a Španělska však západní země jako Británie a Francie (a nacistické Německo) až příliš ochotně nabízely zbraně a vybavení i dobrovolníky na pomoc Finům. Válka měla díky nepoměru ozbrojené síly relativně krátké trvání, i když ruské ztráty byly mnohem větší než ztráty Finů. V březnu 1940 bylo podepsáno příměří a Finsko ztratilo ve prospěch Sovětů asi 10 % svého území.

### Návrat do Etiopie
Když Itálie vyhlásila válku Velké Británii, vznikly plány na invazi do Etiopie z Keni a Súdánu s cílem svrhnout italský režim a znovu dosadit Hailho Selassieho do funkce císaře. Steer byl jmenován důstojníkem zpravodajských jednotek britské armády, aby zpočátku doprovázel Selassieho z Londýna do Súdánu (pod pseudonymem „pan Smith”, protože postavení císaře muselo být před Italy utajeno). Poté byl pověřen vedením mobilní propagandistické jednotky, která měla podrývat morálku italských jednotek.
Steer se specializoval na psychologickou válku a využíval hudbu, rozhlasové vysílání a psané slovo k přesvědčování nepřátelských vojáků, aby se vzdali. Tuto techniku rozvíjel v Eritreji proti Italům, v západní poušti proti Němcům, na Madagaskaru proti vichistickým Francouzům a nakonec v Barmě proti zarytým Japoncům.
Kampaň byla pozoruhodně úspěšná, mnoho italských vojáků dezertovalo do zajetí. Steer vysílal italské operety a zprávy z italské fronty v Libyi, kde britská armáda v roce 1941 zaznamenala velké úspěchy proti mnohem větším italským silám. Vojenské tažení vedené britskými a etiopskými vojáky bylo velmi úspěšné a využívalo kombinaci běžných jednotek a speciálních jednotek vedených Orde Wingatem. V dubnu 1941 triumfálně vstoupili do Addis Abeby, aby přijali porážku Italů.

### Vojenská služba a smrt
Sheer v červnu 1940 vstoupil do britské armády. Když britské jednotky začaly v zemi bojovat proti italským jednotkám, vedl etiopskou předsunutou propagandistickou jednotku. Po porážce Italů v Etiopii v roce 1941 měl Steer vliv na znovunastolení Haileho Selassieho na trůn. Později byl vyslán do Indie, aby vedl polní propagandistickou jednotku v Barmě. Jednotka se snažila zlomit morálku Japonců pomocí rozhlasem vysílaných projevů a sentimentální hudby. Postupně byl povýšen z poručíka na kapitána, majora a nakonec na podplukovníka a byl přidělen k Výkonnému výboru pro zvláštní operace. Jeho práci ocenil a podpořil generál Slim, velitel místní armády, který chtěl operaci rozšířit.
George Steer zahynul 25. prosince 1944 při havárii armádního džípu, který řídil a v němž jelo dalších šest pasažérů. S vozidlem se převrátil ve Fagu v Barmě cestou na vánoční večírek. Spolu s ním zahynuli další tři pasažéři. Byl pohřben na čajovém panství Rungamuttee 26. prosince 1944.

## Soukromí
V květnu 1936, kdy plenitelé pustošili Addis Abebu a Steer si dopřával odpočinku od záchranných prací, se oženil s francouzskou novinovou korespondentkou Margaritou Herrero, která byla skoro o deset let starší. Druhý den byl spolu s dalšími Evropany deportován italskými úřady za pomoc opozičním Habešanům. Margarita zemřela spolu s jejich nenarozeným dítětem při porodu v Londýně 29. ledna 1937.
Později, 14. července 1939, se oženil s Barbarou Esmé Barton (1908–1988), mladší dcerou sira Sidneyho Bartona, bývalého britského ministra v Addis Abebě. Svatby se zúčastnil Haile Selassie a v červnu 1940 šel v katedrále svatého Pavla za kmotra jejich synovi. Manželé měli dvě děti – syna a dceru.

## Odkaz a pocta

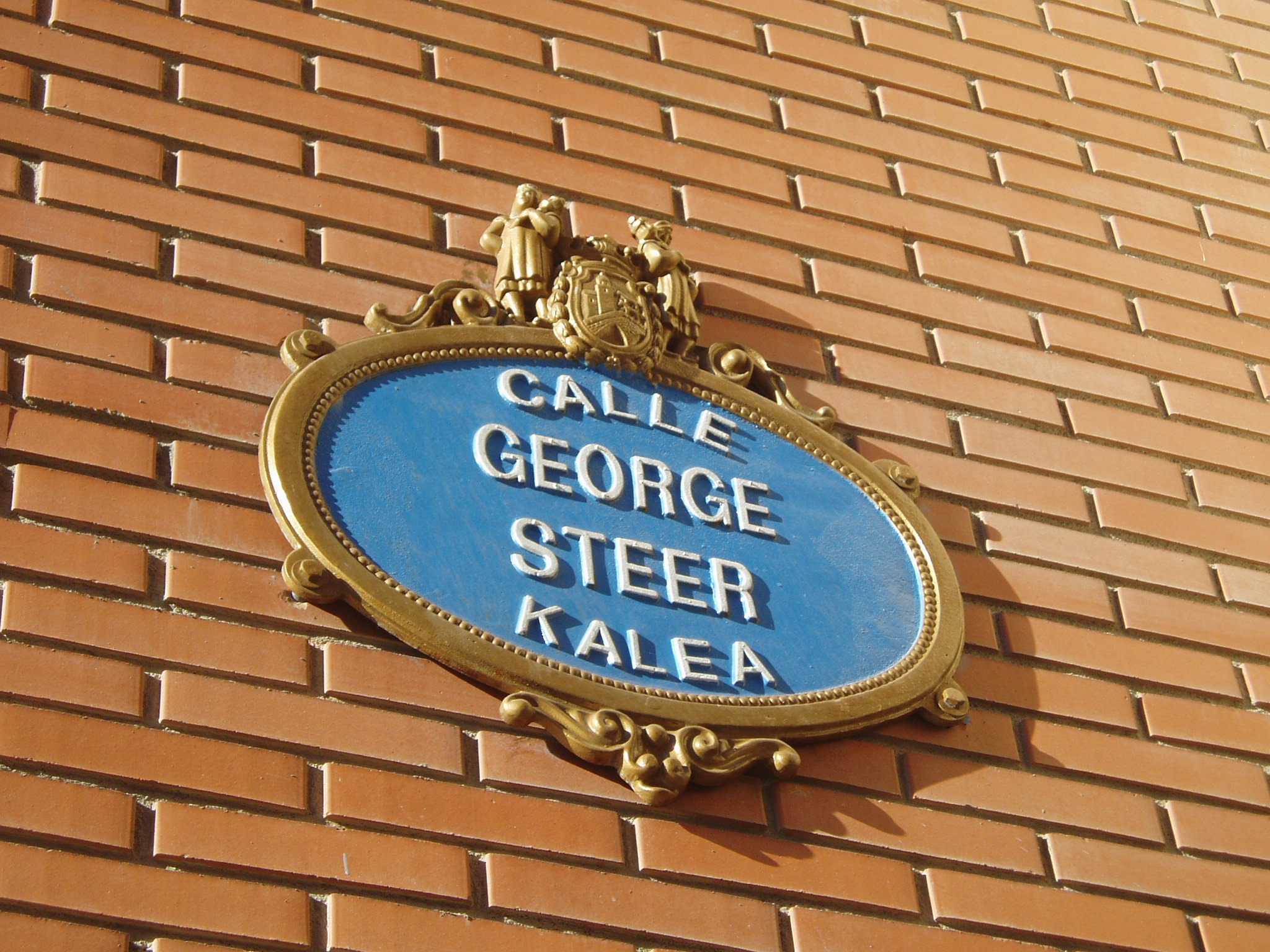
Ulice George Steera v Bilbau

Britský spisovatel Nicholas Rankin o Steerovi napsal knihu Telegram from Guernica: The Extraordinary Life of George Steer, War Correspondent (2013).
V roce 2006 město Guernica uctilo památku George Steera odhalením bronzové busty a pojmenováním ulice na jeho památku, v roce 2010 také město Bilbao (Biskajsko) po něm pojmenovalo ulici George Steera, přičemž se slavnostního aktu zúčastnili Steerův syn a vnučka Sophia.